# أولاد اغزيل 2 (أولاد غزبيل)
أولاد اغزيل 2 هي إحدى مشيخات المملكة المغربية، تتبع جغرافيا لإقليم جرادة وإداريًا لأولاد غزبيل. يقدر عدد سكانها بـ 3400 نسمة حسب الإحصاء الرسمي للسكان والسكنى لسنة 2004.